# Dzembronia (wieś)
Dzembronia (ukr. Дземброня, w latach 1945–2009 Beresteczko, Берестечко) – wieś w rejonie wierchowińskim obwodu iwanofrankowskiego Ukrainy. Leży nad Czarnym Czeremoszem, liczy 245 mieszkańców.
Gmina Dzembronia powwstała 1 kwietnia 1928 z części gminy Żabie.
O powrocie do dawnej nazwy wsi zdecydowała Najwyższa Rada Ukrainy 4 czerwca 2009 roku, po referendum mieszkańców wsi z 18 lutego 2007.
Jest znaną karpacką wsią letniskową, bywali w niej między innymi Łesia Ukrainka, Wasyl Stefanyk i Siergiej Paradżanow.
Na uroczysku Dzembronia w pobliżu wsi kręcono zdjęcia do znanego ukraińskiego filmu „Cienie zapomnianych przodków” (Тіні забутих предків, 1964).